# Герке, Ахим
Ахим Герке (3 августа 1902 — 27 октября 1997) — немецкий политик раннего периода нацизма, специалист по «расовой политике», сторонник наиболее радикального подхода к «еврейскому вопросу».

## Биография
Родился в Грайфсвальде. Сын профессора классической филологии Альфреда Герке.
Изучал естественные науки, работал химиком. С юности интересовался генеалогией и «расовым вопросом». Ещё будучи студентом, составил картотеку, где были перечислены около 400 тысяч евреев, живших в Германии. С 1926 г. член НСДАП.
Работал в управлении НСДАП в Мюнхене с 1 января 1932 года. В апреле 1933 года был назначен в Министерство внутренних дел, где работал экспертом по расовым вопросам.
Герке разработал систему «расовой профилактики», запрещающую смешанные браки между евреями и арийцами. В его статьях излагалась политика нацистов в отношении того, что делать с евреями на ранней стадии Третьего рейха, включая изгнание из Германии. Он характеризовал только что принятые Нюрнбергские законы, ограничивающие евреев в правах, как временные меры, указывающие направление будущих мер.
Герке выступал за определение «еврея» как любого человека, имевшего как минимум одну шестнадцатую еврейской крови. Позже, в 1942 году, Ванзейская конференция, решавшая вопрос об «окончательном решении», в конечном итоге существенно сузила определение «еврея»: лица, имеющие только одного дедушку или бабушку-еврея, были в основном исключены; даже некоторые люди с двумя дедушками и бабушками-евреями могли быть исключены, если они были воспитаны в христианской вере. 
В 1932 году нацистский гауляйтер Рудольф Йордан заявил, будто начальник службы безопасности СС Рейнхард Гейдрих не был чистым «арийцем». Грегор Штрассер передал обвинения Ахиму Герке, который исследовал генеалогию Гейдриха и сообщил, что Гейдрих был «… немецкого происхождения и свободным от любой цветной и еврейской крови». Он настаивал на том, что слухи беспочвенны.  
Даже несмотря на этот отчёт, Гейдрих в частном порядке привлёк члена СД Эрнста Хоффмана для дальнейшего расследования и опровержения слухов. 
В 1935 году Герке был уволен и исключён из партии по обвинению в гомосексуализме (вероятно, его позиции подорвала близость к Штрассеру, убитому в 1934 году). В результате этой интриги его пост занял его давний конкурент, историк Курт Майер.
В 1943 г. отправлен служить в штрафной батальон, попал в советский плен, где не знали о его прежней видной роли в партии, поэтому в 1945 г. он вернулся из плена в Германию.
После войны работал архивариусом и городским писарем. Также был профессиональным пчеловодом.